# سباستيان برانت
سباستيان برانت (بالألمانية: Sebastian Brant) أديب ألماني (1458 - 1512)، درس برانت منذ 1475 الحقوق في مدينة بازل وحصل على إجازة الدكتوراة عام 1489، وفي عام 1492 أصبح رئيساً لكلية الحقوق. ومنذ عام 1499 تقلد وظائف عديدة في شتراسبورج التي عاد إليها مرة أخرى. وكان برانت من خصوم لوثر ويقف موقفاً وسطاً بين العصور الوسطى وعصر النزعة الإنسانية الذي كان يعترض عليه منذ البداية. ترجم العديد من آثار التراث اللاتيني إلى اللغة الألمانية الشعبية.

## أعماله
- أشعار ومنشورات وترجمات.
- سفينة المجانين «Das Narrenschiff» (نص هزلي أخلاقي 1493).

## روابط خارجية
- سباستيان برانت على موقع الموسوعة البريطانية (الإنجليزية)
- سباستيان برانت على موقع ميوزك برينز (الإنجليزية)
- سباستيان برانت على موقع إن إن دي بي (الإنجليزية)